# Volksbefragung (Deutschland)
Eine Volksbefragung ist ein Instrument der direkten Demokratie in Deutschland. Sie dient zur Ermittlung des Willens der Bevölkerung bei einer nach Artikel 29 Abs. 4–6 des Grundgesetzes durchgeführten Neugliederung des Bundesgebietes.

## Verfahren
Wenn „in einem zusammenhängenden, abgegrenzten Siedlungs- und Wirtschaftsraum, dessen Teile in mehreren Ländern liegen und der mindestens eine Million Einwohner hat, von einem Zehntel der in ihm zum Bundestag Wahlberechtigten durch Volksbegehren gefordert [wird], daß für diesen Raum eine einheitliche Landeszugehörigkeit herbeigeführt werde …“, muss der Bundestag in einer Frist von zwei Jahren entweder dem Ersuchen stattgeben oder eine Volksbefragung durchführen.
Findet die im Volksbegehren geforderte Neugliederung des Bundesgebietes auch in der Volksbefragung eine Mehrheit, so muss der Bundestag dem Ersuchen in einer Frist von weiteren zwei Jahren nachkommen. Eine auf diesem Wege beschlossene Neugliederung des Bundesgebietes bedarf keiner zusätzlichen Legitimierung in einem obligatorischen Volksentscheid.

## Gesetzliche Grundlage
Die Volksbefragung auf Bundesebene ist in Deutschland durch folgende Gesetze und Verordnungen geregelt:
- Art. 29 Abs. 4–6 GG;
- §§ 2–17 und 38–39 des Gesetzes über das Verfahren bei Volksentscheid, Volksbegehren und Volksbefragung nach Artikel 29 Abs. 6 des Grundgesetzes;
- §§ 1–45 und 93 der Verordnung zur Durchführung des Gesetzes nach Artikel 29 Abs. 6 GG.

## Volksbefragungen auf Länderebene
Eine in den Ländern Hamburg und Bremen beabsichtigte Volksbefragung zur Atombewaffnung der Bundeswehr wurde am 30. Juli 1958 vom Bundesverfassungsgericht als verfassungswidrig verboten, weil Verteidigungsangelegenheiten der alleinigen Kompetenz des Bundes unterlagen (und bis heute unterliegen).
Zum 1. März 2015 wurde in Bayern das Instrument der unverbindlichen Volksbefragung eingeführt. Staatsregierung bzw. Landtagsmehrheit konnten danach bei Bedarf eine Volksbefragung durchführen lassen, wären aber nicht an deren Ergebnis gebunden gewesen. Die Opposition hätte kein Recht auf Abhaltung einer Volksbefragung gehabt. SPD und Grüne sahen darin eine verfassungswidrige Stärkung der Macht des Ministerpräsidenten und klagten gegen das Gesetz. Der Bayerische Verfassungsgerichtshof gab den Klägern in seiner Entscheidung vom 21. November 2016 recht und erklärte den entsprechenden Artikel 88a des Bayerischen Landeswahlgesetzes für verfassungswidrig und damit nichtig.